# Zeros intermedius
Zeros intermedius är en tvåvingeart som beskrevs av Cresson 1943. Zeros intermedius ingår i släktet Zeros och familjen vattenflugor. Inga underarter finns listade i Catalogue of Life.